# Laurent Redon
Laurent Redon (Saint-Chamond, 5 de Agosto de 1973) é um ex-automobilista francês. 

## Carreira
Campeão da Fórmula 3 francesa em 1995, Redon apareceu para o automobilismo em nível internacional no ano seguinte, quando disputou a Fórmula 3000 pela DAMS. Ficou em oitavo na classificação geral, tendo como melhor resultado dois quartos lugares, em Magny-Cours e Hockenheim. Seu ponto baixo foi a desclassificação do GP de Portugal, a única de sua carreira.
Correu na F-3000 até 1997, quando defendeu a Super Nova.

## Fórmula 1
Redon chegou à Fórmula 1 em 1998 para ser test-driver da equipe Minardi. Chegou a se candidatar para uma vaga em 1999, mas o espanhol Marc Gené foi o escolhido. Ainda assim, ele foi contratado pela Benetton, também como testador do time. Sem chances de pilotar um carro de F-1, Redon abandonou a categoria - e os monopostos - para correr na equipe de Henri Pescarolo em categorias de longa duração.

## IRL
Dois anos depois de parar de competir em monopostos, Redon foi convencido a voltar a pilotar profissionalmente. O convite veio de Eric Bachelart, amigo pessoal do francês, que aceitou pilotar o carro da equipe Conquest, comandada pelo ex-piloto belga.
Duas corridas (Chicago e Texas) foram suficientes para que Redon fosse contratado pela Conquest para disputar sua primeira temporada completa na IRL, em 2002. O ponto mais alto de sua passagem pela categoria foi o terceiro lugar no GP de Fontana. Ainda causou sensação durante alguns treinos para as 500 Milhas de Indianápolis, onde chegou a liderar.
Largando em 16º, Redon era candidato a ficar entre os dez primeiros colocados. Mas as esperanças do francês murcharam durante toda a prova, quando, faltando quatro voltas para o final, sua Conquest bateu contra o carro de Buddy Lazier e ambos bateram no muro.
Resgatado com dores na perna, Redon teve ainda uma concussão diagnosticada. Recuperado, disputou o restante da temporada, mas, com apenas 29 anos, ele resolveu pendurar o capacete, ainda abalado com o acidente em Indianápolis.